# محمدحسین جزیره‌ای
محمد حسین جزیره‌ای (۱۲ تیر ۱۳۰۱-۱۶ مرداد ۱۳۹۵) چهره ماندگار علمی در زمینه محیط زیست و دارای دکترای جنگلداری از کشور بلژیک بود.

## زندگی
او در سال ۱۳۰۱ در بندر انزلی به دنیا آمد. دوره دبیرستان را در زادگاهش طی کرد. در خرداد ۱۳۲۳ از دانشکده کشاورزی کرج با عنوان مهندس کشاورزی (درجه لیسانس) فارغ‌التحصیل شد و به عنوان جنگلدار لاهیجان از پاییز همان سال به کار مشغول گردید. در ۱۳۳۴ به بلژیک رفت و در انستیتو آگرونومیک ژامبلو به تحصیل پرداخت که در نیمه دوم سال ۱۳۳۶ در رشته جنگل و آب به اخذ رتبه مهندسی (درجه فوق لیسانس) نایل گردید. در سال ۱۳۴۲ پس از پنج سال تحقیق در زمینه جامعه‌شناسی جنگل و و جغرافیای گیاهی در جنگل‌های شمال ایران مجدداً رهسپار بلژیک شد و در انستیتوی نامبرده در پاییز ۱۳۴۳ از پایان‌نامه خود در مقطع تحصیلی دکترا دفاع کرد و به دریافت درجه دکترای جنگل‌داری دست یافت.
دکتر جزیره‌ای خدمات دولتی خود را از سال ۱۳۲۳ در سمت جنگلدار لاهیجان در وزارت کشاورزی آغاز کرد و از آن پس در مشاغل اجرایی، پژوهشی و آموزشی ادامه داد که به برخی از آنها اشاره می‌شود:
معاون وزارت منابع طبیعی، معاون وزیر کشاورزی و رئیس سازمان جنگل‌ها و مراتع کشور، مدیر کل مراتع کشور، مدیر عامل سازمان عمران منطقه‌ای گرگان، مشاور سازمان پژوهش‌های علمی و صنعتی ایران، مشاور رئیس دانشگاه یزد، استاد مدعو دانشکده‌های منابع طبیعی گرگان، نور، کرج و یزد، استاد راهنما و استاد مشاور در مورد پایان‌نامه‌های تحصیلی دانشجویان دانشگاههای کشور در مقطع‌های تحصیلی کارشناسی ارشد و دکترای جنگل‌داری، همکاری با فرهنگستان علوم ایران و غیره.

## افتخارات
محمد حسین جزیره‌ای در سال ۱۳۸۴ به عنوان چهره علمی و ماندگار در علوم و مهندسی کشاورزی ایران شناخته شد.

## تألیفات
- تقسیمات جنگلی ایران، حمایت جنگل، جنگلکاری و رساله‌هایی در مورد آکاسیاها و درخت شاه بلوط و نشریاتی به زبان فرانسه در مورد منابع جنگلی شمال ایران.